# Catch Me
Catch Me – szósty koreański album studyjny południowokoreańskiej grupy TVXQ, wydany 24 września 2012 roku. Ukazał się w trzech edycjach: dwóch regularnych („red” i „black”) i specjalnej CD+DVD (22 października 2012). Głównym singlem z płyty był „Catch Me”.
26 listopada 2012 roku ukazała się wersja repackage, z nowym tytułem Humanoids.
Album sprzedał się w liczbie ponad 356 962 egzemplarzy (stan na grudzień 2014).

## Lista utworów

### Catch Me
| CD  | CD                                                         | CD             | CD                                        | CD                           | CD      |
| Nr  | Tytuł utworu                                               | Tekst          | Kompozycja                                | Aranżacja                    | Długość |
| --- | ---------------------------------------------------------- | -------------- | ----------------------------------------- | ---------------------------- | ------- |
| 1.  | „Catch Me”                                                 | Yoo Young-jin  | Yoo Young-jin                             | Yoo Young-jin                | 4:36    |
| 2.  | „Insaengeun Bitnatda (Viva)” (kor. 인생은 빛났다 (Viva))   | Kenzie         | The Underdogs                             | The Underdogs                | 3:15    |
| 3.  | „Destiny”                                                  | Kim Yi-na      | Kim Tae-sung, Yim Gwang-wook, Andrew Choi | Kim Tae-sung, Yim Gwang-wook | 3:51    |
| 4.  | „Binucheoreom (Like a Soap)” (kor. 비누처럼 (Like a Soap)) | Kenzie         | Kenzie, Kim Jung-bae                      | Kenzie                       | 3:28    |
| 5.  | „I Don’t Know” (Korean ver.)                               | Kim Bu-min     | Hitchhiker                                | Hitchhiker                   | 3:23    |
| 6.  | „Kkum (Dream)” (kor. 꿈 (Dream))                           | Jo Gwang-ho    | Park Jung-won                             | Hwang Chan-hee, Yang Si-on   | 3:53    |
| 7.  | „How Are You”                                              | Hwang Hyun     | Hwang Hyun                                | Hwang Hyun                   | 4:02    |
| 8.  | „Getaway”                                                  | Kim Bu-min     | Hitchhiker                                | Hitchhiker                   | 3:33    |
| 9.  | „I Swear”                                                  | Shim Chang-min | Mazeland                                  | Hwang Hyun                   | 3:44    |
| 10. | „Gorgeous”                                                 | Kim Jung-bae   | Kenzie, Andrew Choi                       | Kenzie                       | 3:31    |
| 11. | „Good Night”                                               | Yoo Young-jin  | Yoo Young-jin, Yoo Han-jin                | Yoo Han-jin                  | 3:44    |

| DVD | DVD                                 | DVD     |
| Nr  | Tytuł utworu                        | Długość |
| --- | ----------------------------------- | ------- |
| 1.  | „Catch Me” (Original Music Video)   |         |
| 2.  | „Catch Me” (Music Video Dance Ver.) |         |
| 3.  | „TVXQ! Special Interview”           |         |
| 4.  | „Jacket Making Clip”                |         |
| 5.  | „Catch Me” (Music Video Making Of)  |         |

### Humanoids
| CD  | CD                                                         | CD                                | CD                                        | CD                                    | CD      |
| Nr  | Tytuł utworu                                               | Tekst                             | Kompozycja                                | Aranżacja                             | Długość |
| --- | ---------------------------------------------------------- | --------------------------------- | ----------------------------------------- | ------------------------------------- | ------- |
| 1.  | „Humanoids”                                                | Lee Kyung-nam, Lee Sol-bi, Kenzie | Thomas Troelsen, Donald “haZEL” Sales     | Thomas Troelsen, Donald “haZEL” Sales | 3:29    |
| 2.  | „Catch Me”                                                 | Yoo Young-jin                     | Yoo Young-jin                             | Yoo Young-jin                         | 4:36    |
| 3.  | „Here I Stand”                                             | Kim Young-ho                      | Kim Young-ho                              | Kim Young-ho                          | 4:09    |
| 4.  | „Insaengeun Bitnatda (Viva)” (kor. 인생은 빛났다 (Viva))   | Kenzie                            | The Underdogs                             | The Underdogs                         | 3:15    |
| 5.  | „Destiny”                                                  | Kim Yi-na                         | Kim Tae-sung, Yim Gwang-wook, Andrew Choi | Kim Tae-sung, Yim Gwang-wook          | 3:51    |
| 6.  | „Binucheoreom (Like a Soap)” (kor. 비누처럼 (Like a Soap)) | Kenzie                            | Kenzie, Kim Jung-bae                      | Kenzie                                | 3:28    |
| 7.  | „I Don’t Know” (Korean ver.)                               | Kim Bu-min                        | Hitchhiker                                | Hitchhiker                            | 3:23    |
| 8.  | „Kkum (Dream)” (kor. 꿈 (Dream))                           | Jo Gwang-ho                       | Park Jung-won                             | Hwang Chan-hee, Yang Si-on            | 3:53    |
| 9.  | „How Are You”                                              | Hwang Hyun                        | Hwang Hyun                                | Hwang Hyun                            | 4:02    |
| 10. | „Getaway”                                                  | Kim Bu-min                        | Hitchhiker                                | Hitchhiker                            | 3:33    |
| 11. | „I Swear”                                                  | Shim Chang-min                    | Mazeland                                  | Hwang Hyun                            | 3:44    |
| 12. | „Gorgeous”                                                 | Kim Jung-bae                      | Kenzie, Andrew Choi                       | Kenzie                                | 3:31    |
| 13. | „Good Night”                                               | Yoo Young-jin                     | Yoo Young-jin, Yoo Han-jin                | Yoo Han-jin                           | 3:44    |

## Notowania
| Lista                    | Pozycja |
| ------------------------ | ------- |
| Gaon Weekly Albums Chart | 1       |
| Gaon Yearly Albums Chart | 3       |